# Nimbuzz
Nimbuzz es un mensajero social para múltiples comunidades y proveedor VoIP, que combina VoIP, mensajería instantánea y (geo)presencia. La aplicación gratuita permite a los usuarios conectarse e interactuar con sus amigos a través de las comunidades más populares, incluidos Windows Live Messenger, Yahoo! Messenger, ICQ, Google Talk (Orkut), AIM y redes sociales como Twitter, Facebook y MySpace.
Nimbuzz fue fundado en 2006 por Evert Jaap Lugt y Martin Smink. Desde ese momento recibió dos rondas de financiamiento.
Tiene su casa matriz en Róterdam, Países Bajos, y tiene oficinas en Sao Paulo, Brasil; Córdoba, Argentina (donde se realiza la mayor parte del desarrollo del software); en Nueva Delhi, India, y en San Francisco, Estados Unidos.
La empresa tiene usuarios en todos los países del planeta (200 países) y es el único agregador de mensajería social móvil que ha ganado el prestigiado premio Red Herring Global 100.

## Historia
Nimbuzz fue fundada en 2006 por Evert Jaap Lugt y Martin Smink con autorización del ingeniero electrónico Jones Kattar, encargado del desarrollo del mismo con todas sus patentes y respaldado por su empresa (Kattar Company Ltd, en Siria).

## Funcionalidades de Nimbuzz
Mensajería instantánea
- Comunidades de mensajería instantánea soportadas: Windows Live Messenger, Google Talk, Yahoo! Messenger, AIM, Jabber e ICQ.
- Redes sociales soportadas: Facebook, MySpace, Hyves, GaduGadu, Orkut, Giovani, SchuelerVZ, StudiVZ y MeinVZ
- Envío de archivos
- Chat en grupos
- Mensajería

Presencia
- Geolocalización
- Mensajes personales
- Actualizaciones de estado
- Display de imagen

Llamadas
- VoIP
- SIP
- Llamadas en grupo

Compartir ubicación

Si se activa, esta característica permite a los usuarios compartir la ubicación en la que se encuentran con sus amigos Nimbuzz de su lista de contactos.
Buzz (patentado)
El Buzz es una alerta enviado para hacerle saber a un usuario Nimbuzz que alguien está tratando de ponerse en contacto, mientras se encuentra fuera de línea. Esta funcionalidad puede usarse directamente desde la lista de contactos o desde el Communicator widget. Enviar un buzz es gratis y automáticamente inicia Nimbuzz Mobile en el celular (sólo Symbian).
Agenda telefónica
- Resguarda y recupera contactos en la lista de contactos de Nimbuzz.
- Acceso a la agenda telefónica de contactos del celular sin dejar la pantalla de Nimbuzz

## Nimbuzz Mobile
La aplicación Nimbuzz Mobile está actualmente disponible para más de 1.000 dispositivos que operan con Java, Symbian, Windows Mobile, iPhone OS, Android y en más de 20 modelos de Blackberry. La aplicación para móvil ofrece 3 tipos de opciones de llamadas: Dial-Up VoIP, VoIP y SIP.
| Symbian | Windows Mobile | Palm | iPhone |  |
| --- | --- | ---- | ------ |  |
| | |      |        |  |
| Características • MI • Llamadas – Dial-Up VoIP • Presencia: Obtener ubicación, Mensaje personal y Mensaje de estatus | Características • MI Llamadas: VoIP, SIP, Dial-Up VoIP • Presencia: geolocalización, Mensaje personal y mensaje de estatus |      |        |  |

## Nimbuzz Web/Wap
Nimbuzz Web/WAP es accesible vía cualquier navegador de Internet en la PC (web) o en los teléfonos celulares (wap) y permite a los usuarios conectarse a la aplicación sin necesidad de descargar el software. Ésta es una alternativa para todos los usuarios de Mac y Linux. Para ingresar en la WAP: www.m.nimbuzz.com. 
| Wap                  | Web                  |  |
| -------------------- | -------------------- |  |
|                      |                      |  |
| Funcionalidades • MI | Funcionalidades • MI |  |

## Nimbuzz PC
El software puede utilizarse con Windows Vista, Windows XP y Mac. 
| | |  |  |
| Características* MI* Llamadas – VoIP, SIP* Presencia: Mensaje personal yMensaje de estatus Agenda telefónica | Características* MI* Llamadas – VoIP, SIP* Presencia: Mensaje personal yMensaje de estatus Agenda telefónica |  |  |

## Nimbuzz widgets
Para beneficiarse con los Nimbuzz widgets, una persona necesita instalar Nimbuzz PC o las versiones.
- Nimbuzz Communicator (Comunicador de Nimbuzz)

El Nimbuzz Communicator es un widget que se activa cuando el usuario crea una cuenta. Habiendo posteado en Facebook, MySpace, Bebo y otros 20 sitios de redes sociales, permite a la persona que interactúa con él llegar al widget del propietario en forma gratuita - directamente desde el celular o la PC. El widget puede también ser posteado como firma del correo electrónico y en sitios web o blogs. 
El comunicador de Nimbuzz permite chatear, enviar archivos, mensajes fuera de línea y un buzz al dueño del widget de manera gratuita. Estas características son opcionales y pueden desactivarse cuando sea necesario.
- Fábrica Nimbuzz Ringtone

El widget de Fábrica de Ringtones permite a los usuarios crear sus propios ringtones personalizado o archivos de audio, subiendo y editando un archivo de música de hasta 15 Mb. El clip de audio resultante puede ser enviado inmediatamente a la galería en línea (Online Gallery) en Nimbuzz Mobile. Es posible ingresar desde el widget. 
| Nimbuzz Communicator | Ringtone Factory |  |
| -------------------- | ---------------- |  |
|                      |                  |  |

## Socios de Nimbuzz
Socio: StudiVZ, la red social más grande de Alemania.

Fecha: 11 de noviembre de 2008
Detalles: Nimbuzz ofrece comunicación en tiempo real a la red social de habla germana más grande, e impulsa la funcionalidad de MI. “Todos los miembros de la red social pueden comunicarse con sus amigos de StudiVZ dentro de la ventana del navegador y en su teléfono celular. StudiVZ es el primer socio con estas características que haya sido anunciado por Nimbuzz. Acuerdos similares se harán en Turquía, Asia e Italia.” StudiVZ es una de las más grandes redes sociales de Europa y la más grande de habla alemana con más de 12 millones de miembros en Alemania, Suiza y Austria.
Socio: 17 socios SIP en todo el mundo

Fecha: 18 de noviembre de 2008
Detalles: Los socios promoverán Nimbuzz entre sus clientes, y publicarán banners permanentes en sus sitios web, desde los cuales los usuarios pueden registrarse instantáneamente y descargar el servicio de Nimbuzz a su teléfono celular y a su PC. “Al unirse al Programa de Operadores Afiliados de Nimbuzz e integrar su servicio de VoIP con Nimbuzz, los socios tienen la oportunidad de proveer a los clientes servicios de valor agregado relacionados con la comunicación móvil y las redes sociales a una velocidad sumamente interesante para abordar el mercado y sin incurrir en costos adicionales. Para los usuarios Nimbuzz existentes esta funcionalidad y las redes de llamadas adicionales estarán integradas dentro de sus celulares y en las interfaces de PC, lo que les permitirá usar Nimbuzz para mensajería instantánea y llamadas VoIP internacionales a líneas fijas y móviles a costos sumamente convenientes.”
| Socio SIP            | País                 |
| A1 Mobilkom          | Austria              |
| Adepto Telecom       | India                |
| Amtelfone            | India                |
| Apnatelelink         | India                |
| EuteliaVoip          | Italia               |
| Gizmo5               | USA                  |
| GLT GLOBAL TELELINKS | Suiza                |
| ICTel                | Sudáfrica            |
| MWeb                 | Sudáfrica            |
| Sipgate              | Alemania             |
| Skytel               | Serbia               |
| TerraSip             | España               |
| Tpad                 | Gran Bretaña/UAE     |
| Voiceglobe           | Gran Bretaña         |
| VOIP HIT             | India                |
| Vyke                 | Gran Bretaña/Noruega |
| Xeloq Communications | Holanda              |
|                      |                      |

Socio: Spice Mobiles

Fecha: 17 de diciembre de 2008
Detalles: ““Los nuevos dispositivos que se venden a través de aproximadamente 25.000 tiendas de menudeo de Spice Mobile tendrán la aplicación Nimbuzz preinstalada para que los usuarios puedan chatear, intercambiar mensajes y archivos desde cualquier sitio. La incorporación de Nimbuzz será anunciada a los clientes de Spice Mobile a través de una campaña de mercadotecnia en distintos países, incluidos los logos de Nimbuzz, las ligas y una descripción del servicio en el sitio web de Spice Mobiles, promociones en POS y ligas a Nimbuzz en su portal  WAP.”
Socio: Spice Mobiles

Fecha: 16 de febrero de 2009
Detalles: Nimbuzz anunció un acuerdo de colaboración con Toshiba para desarrollar versiones de Nimbuzz optimizadas para su división de comunicaciones móviles. El acuerdo permitirá tener las funcionalidades de mensajería instantánea y de redes sociales preinstaladas en el dispositivo TG01 de Toshiba.
Socio: Spice Mobiles

Fecha: 17 de diciembre de 2008
Detalles: El acuerdo entre Vyke y Nimbuzz combina el servicio pago de mVoIP de Vyke y los servicios de mensajería social móvil y de VoIP de Nimbuzz. Esta asociación estratégica le permite a Vyke acceder a la fiel y creciente base de usuarios de Nimbuzz con sus servicios pagos de mVoIP, y sumar un nuevo y alto canal de ventas a la estructura de distribución existente de Vyke.

## Logros

### Premios
- Mobies 2012, Mejor aplicación del año en Android y Symbian.
- Red Herring, enero de 2009 - Nimbuzz obtiene Global 100 y Global 200 Tech Startups
- Mobile 2.0 Europe, julio de 2008 – Nimbuzz obtiene el premio Best Mobile StartUp
- AO Stanford Summit, julio de 2008 - Nimbuzz fue incluido dentro de las empresas de tecnología Global 250 por su evolución tecnológica y valor de mercado.

### Nominaciones
- Mobile Monday Mobile Peer Awards, enero de 2009 – Amsterdam Chapter
- LeWeb, diciembre de 2008  – Best StartUp Competition